# 小朝の地球時代
『小朝の地球時代』（こあさのちきゅうじだい）は、1990年4月1日から1991年9月29日まで日本テレビ系列局（一部を除く）で放送されていた教養番組である。日本テレビと日本広報センターと日本シネセル（現・CNインターボイス）の共同製作。

## 概要
堺屋太一がキャスターを務めていた『あすの世界と日本』の後継番組で、世界各地の経済成長や1990年代の発展へ向けた取り組みを紹介するドキュメンタリーと、ゲストとのトークを主軸にしていた。
番組の終了後、替わって徳光和夫をキャスターに起用した後継番組『徳光の「地球時代です」!』がスタートした。

## 出演者
- 春風亭小朝[1]
- 井田由美[1]

## 放送時間
いずれも日本標準時、日本テレビでの放送時間。
- 日曜 09:30 - 10:00 （1990年4月1日 - 1991年3月）
- 日曜 11:00 - 11:30 （1991年4月 - 1991年9月29日）

北日本放送のように系列局であってもこの番組を放送しなかった局がある一方で、クロスネット局を中心に別の時間帯での遅れネットを行っていたも存在する。
テレビ朝日系列とのクロスネット局である福井放送は、当初は日本テレビとの同時ネットを行っていた（後に6:15 - 6:45に繰り上げて放送）。
広島テレビ放送では、日曜9:00枠時代、同時間帯で自社制作番組『サンデーリポートひろしま』（広島市提供の市政広報番組）を放送していたため、7:00 - 7:30に放送していた（先行か遅れかは不明。読売新聞・岡山西版、1990年6月24日、テレビ欄）。